# Dornier Do 10

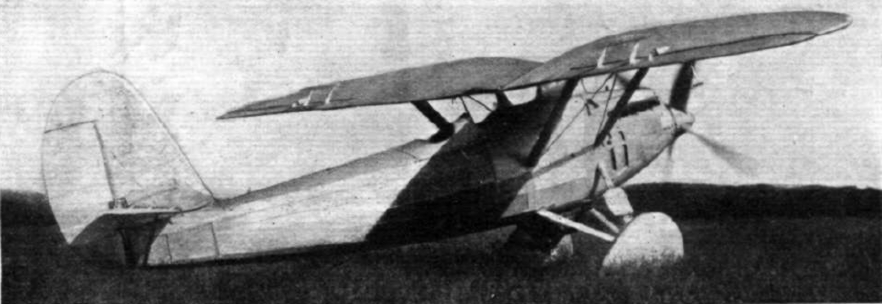
Dornier Do 10

Dornier Do 10 là tên gọi được đưa ra bởi Reichsluftfahrtministerium (RLM - Bộ hàng không Đế chế Đức) cho một loại máy bay trước Chiến tranh Thế giới II của Đức. Máy bay có một lịch sử phức tạp do đổi tên và sử dụng ba loại động cơ khác nhau với những chi tiết thông số kỹ thuật khác nhau.
Được phát triển vào năm 1931, ban đầu được gọi là Do C1, với một phiên bản gọi là C4. Đây là máy bay đầu tiên của mẫu C và theo sau là C2. Nó có lẽ bắt đầu khi C1 và người ta đề xuất để thử nghiệm các động cơ của BMW dựa trên những chỉ số tính năng, và rồi là động cơ của Hispano-Suiza. Sau đó nó được đổi tên thành C4 được thử nghiệm với động cơ Rolls-Royce. Động cơ nghiêng và vị trí cánh quạt là một trong những đặc tính chìa khó khi nó thử nghiệm với việc sử dụng nhiều động cơ hơn. Trong bất kỳ trường hợp nào, đây là một máy bay một tầng cánh hai chỗ dự định sẽ sử dụng như một máy bay tiêm kích. Hai nguyên mẫu đều được chế tạo vào năm 1931.

## Thông số kỹ thuật
| Kiểu        | Máy bay tiêm kích hai chỗ | Máy bay tiêm kích hai chỗ | Máy bay tiêm kích hai chỗ | Máy bay tiêm kích hai chỗ |
| Động cơ     | Rolls-Royce Kestrel IIIS | BMW VI 7,3 (703) | Hispano-Suiza 12 Xbrc (Ybre?) |                           |
| Công suất   | 525 hp (391 kW) | 650 hp (485 kW) | 690 hp (515 kW) |                           |
| Kích thước  | - Chiều dài: 10,60 m (34 ft 9 in) - Chiều cao: 4,30 m (14 ft 1 in) - Sải cánh: 15,00 m (49 ft 3 in) - Diện tích cánh: 32,40 m² (349 ft²)                                                                                  | - Chiều dài: 10,50 m (34 ft 5 in) - Chiều cao: 4,44 m (14 ft 7 in) - Sải cánh: 15,00 m (49 ft 3 in) - Diện tích cánh: 32,40 m² (349 ft²) | - Chiều dài: 10,60 m (34 ft 9 in) - Chiều cao: 4,30 m (14 ft 1 in) - Sải cánh: 15,00 m (49 ft 3 in) - Diện tích cánh: 32,40 m² (349 ft²)                    |                           |
| Trọng lượng | - Rỗng: 1.600 kg (3.530 lb) - Tải thường: 2.300 kg (5.070 lb) - Tối đa: 2.300 kg (5.070 lb) | - Rỗng: 2200 kg (4850 lb) - Tải thường: 2640 kg (5.820 lb) - Tối đa: 2.640 kg (5.820 lb) | - Rỗng: 1.600 kg (3.530 lb) - Tải thường: 2.640 kg (5.820 lb)                                                                                               |                           |
| Hiệu suất   | - Vận tốc cực đại: 278 km/h (150 kn) trên mặt biển - Vận tốc cực đại: 315 km/h (170 kn) trên 3.500 m (11.500 ft) - Tầm bay: 800 km (430 NM) - Trần bay: 9.100 m (29.900 ft) - Lực nâng của cánh: 71,0 kg/m² (14,5 lb/ft²) | - Vận tốc cực đại: 288 km/h (156 kn) trên mặt biển - Vận tốc hành trình: 250 km/h (135 kn) - Vân tốc lên 1000 m: 1 phút 54 s - Vân tốc lên 5000 m: 12 phút 48 s - Tỷ lệ vận tốc lên ban đầu: 8,80 m/s (1730 ft/min) - Tầm bay: 800 km (430 NM) - Trần bay: 7.500 m (24.600 ft) - Lực nâng của cánh: 81,0 kg/m² (16,6 lb/ft²) | - Vận tốc cực đại: 272 km/h (147 kn) at sea level - Vận tốc cực đại: 318 km/h (172 kn) at 3500 m - Tầm bay: 800 km (430 NM) - Trần bay: 9.500 m (31.200 ft) |                           |
| Vũ khí      | 4 súng máy MG 08/15 (2 phía trước, 2 phía sau) | 4 súng máy MG 08/15 (2 phía trước, 2 phía sau) | 4 súng máy MG 08/15 (2 phía trước, 2 phía sau) |                           |